# Nitzbach mit Hangwäldern zwischen Virneburg und Nitztal
Nitzbach mit Hangwäldern zwischen Virneburg und Nitztal este o arie protejată (arie specială de conservare — SAC, sit de importanță comunitară — SCI) din Germania întinsă pe o suprafață de 616 ha, integral pe uscat.

## Localizare
Centrul sitului Nitzbach mit Hangwäldern zwischen Virneburg und Nitztal este situat la coordonatele 50°21′27″N 7°06′53″E / 50.3575°N 7.1147°E.

## Înființare
Situl Nitzbach mit Hangwäldern zwischen Virneburg und Nitztal a fost declarat sit de importanță comunitară în martie 2001 pentru a proteja 2 specii de animale. Situl a fost protejat și ca arie specială de conservare în octombrie 2005.

## Biodiversitate
Situată în ecoregiunea continentală, aria protejată conține 6 habitate naturale: Formațiuni de Juniperus communis pe lande sau pajiști calcaroase, Fânețe de joasă altitudine (Alopecurus pratensis, Sanguisorba officinalis), Roci stâncoase cu vegetație pionieră de Sedo-Scleranthion sau Sedo albi-Veronicion dillenii, Păduri de fag Luzulo-Fagetum, Păduri de fag Asperulo-Fagetum, Păduri pe pante, grohotișuri și ravene de Tilio-Acerion.
La baza desemnării sitului se află mai multe specii protejate:
- amfibieni (1): triton cu creastă (Triturus cristatus)
- nevertebrate (1): Euplagia quadripunctaria